# Ugrónyúlfélék
Az ugrónyúlfélék (Pedetidae) az emlősök (Mammalia) osztályába és a rágcsálók (Rodentia) rendjébe tartozó család.
Az ugrónyúlfélék családja 2 élő fajt tartalmaz.

## Rendszerezés
A családba az alábbi 1 nem és 2 élő faj tartozik:
- Pedetes Illiger, 1811
  - ugrónyúl (Pedetes capensis) Forster, 1778 - típusfaj
  - Pedetes surdaster Thomas, 1902